# Objestnost
Objestnost (COBISS) je roman Jurija Hudolina; izšel je leta 2005 pri Študentski založbi.

## Vsebina
Prozni prvenec Jurija Hudolina je zgodba o Svitu Jagodniku, mladem pesniku, vzvišenem boemu in nepotešljivem ženskarju. Pisatelj pred nas postavi Jagodnikovo življenje, ki je kot kozarec do roba poln nesnage. Priča smo njegovemu vsakdanu, v katerem se izmenjaje prepletajo pivski podvigi, pretepi, ljubezenske scene in gora izrečenih kletvic. Glavnemu junaku pisatelj ob bok postavi še kopico spremljevalnih likov, ki dopolnjujejo zgodbo v istem tonu, kot jo je začrtal Svit. Ob tem so glavni akterji še njegov pivski in pesniški kolega Anej, urednik Matej in manekenka Alenka, ob kateri se porajajo mnenja, da ji bo Svita uspelo potegniti iz nesnage vsakdanjega življenja. Toda niti ljubezen se ne more postaviti po robu njegovim uničevalskim posegom in vsako upanje je izgubljeno.